# ملعب كوبان
ملعب كوبان ((بالروسية: «Кубань»)‏) هو ملعب كرة قدم متعدد الأغراض يقع في كراسنودار، روسيا، يتسع لجلوس 35,200 متفرج. تم افتتاحه في 14 مايو 1961. تمت توسعته في 2016. تم تجديده في 2008. عندما بني، كانت سعة الملعب تبلغ 20,000. في وقت لاحق تم إضافة طبقة ثانية لعشرين ألف شخص إضافي وتثبيت الأضواء الكاشفة. عقدت أول مباراة لكرة القدم على ملعب كوبان في 14 مايو 1961، عندما لعب سبارتاك كراسنودار مع نادي سبارتاك ستافروبول.

## روابط خارجية
- صورة ملعب كوبان